# Mustangs de Phoenix
Les Mustangs de Phoenix sont une franchise de hockey sur glace ayant joué dans la West Coast Hockey League basé à Phoenix, situé dans l'État d'Arizona aux États-Unis.

## Histoire
Les Mustangs de Phoenix font leurs débuts dans la West Coast Hockey League en 1997. Ils sont champions de la WCHL en 1999-2000 après avoir vaincu les Sabercats de Tacoma 4 matchs à 0 en finale de la Coupe Taylor. Ils ne parviennent toutefois pas à rééditer leurs performances à la suite de ce succès puisqu'ils terminent derniers de la ligue en 2000-2001. À la suite de cette saison, l'équipe n'arrive pas à renouveler son bail pour l'utilisation de l'Arizona Veterans Memorial Coliseum et doit mettre fin à ses activités.

## Bilan
| Saison    | PJ | V  | D  | DTB | BP  | BC  | Pts | Classement                  | Séries éliminatoires                                                                                   |
| --------- | -- | -- | -- | --- | --- | --- | --- | --------------------------- | --- |
| 1997-1998 | 64 | 36 | 25 | 3   | 267 | 235 | 75  | 2e place de la division Sud | 3-2 Fighting Falcons de Fresno 0-4 Gulls de San Diego                                                  |
| 1998-1999 | 71 | 32 | 33 | 6   | 260 | 284 | 70  | 3e place de la division Sud | 1-2 Falcons de Fresno                                                                                  |
| 1999-2000 | 72 | 31 | 35 | 6   | 264 | 284 | 68  | 3e place de la division Sud | 3-1 Condors de Bakersfield 3-1 Gulls de San Diego 4-0 Sabercats de Tacoma Champions de la Coupe Taylor |
| 2000-2001 | 72 | 21 | 48 | 3   | 213 | 333 | 45  | 5e place de la division Sud | Non qualifiés                                                                                          |